# スペンサー・アクチミチュク
スペンサー・アクチミチュク（Spencer Achtymichuk、1994年7月27日 - ）は、カナダの俳優。

## 出演作品
- デッド・ゾーン（ジョニー・"JJ"・バナーマン）
- ファイナル・カット
- タッチング・イーブル〜闇を追う捜査官〜